# El Bonillo
El Bonillo és un municipi de la província d'Albacete, situat al nord de la subcomarca del Campo de Montiel, que es troba a 71 km de la capital de la província. El 2005 tenia 3.786 habitants, segons dades de l'INE: 1.862 dones i 1.814 homes.
Formalment inclou la pedania de Sotuélamos, encara que en l'actualitat es troba pràcticament abandonada i no hi ha cap habitant que hi és censat. Destaca actualment pel seu atractiu turístic d'importants vedats privats de caça.